# Operación Gaviota
La Operación Gaviota fue un atentado de la organización guerrillera argentina ERP contra la vida de Jorge Rafael Videla el 18 de febrero de 1977. Un grupo de dicha organización colocó dos cargas de TNT y gelamón en el Aeroparque Buenos Aires, para volar al avión presidencial cuando despegara. Una carga explotó, pero la onda expansiva apenas sacudió al avión. La otra, la más letal, directamente no explotó.

## Trasfondo y antecedentes
El teniente general Videla era el comandante en jefe del Ejército y fue uno de los líderes del golpe de Estado del 24 de marzo de 1976 que derrocó al gobierno de la presidenta María Estela Martínez de Perón, instaurando la dictadura más sangrienta de la historia argentina, el «Proceso de Reorganización Nacional», durante el cual asumió la Presidencia de la Nación.
El Ejército Revolucionario del Pueblo (ERP) era una guerrilla marxista-leninista fundada en 1970 como el aparato militar del izquierdista Partido Revolucionario de los Trabajadores (PRT), cuyo objetivo era reemplazar el sistema capitalista argentino por uno socialista.
El ERP llamó «Operación Gaviota» a su plan para asesinar a Videla.
No fue el primer atentado contra su vida: el 15 de marzo de 1976 varios montoneros trataron de matarlo con una bomba. Sobrevivió: como no llevaba uniforme, los guardias lo habían detenido unos momentos más en la entrada —este atentado causó una muerte y veintiséis personas heridas—.
El 2 de octubre de 1976 un conscripto puso una bomba bajo el palco desde donde hablaban los integrantes del gobierno de facto en el acto por el Día del Arma de Comunicaciones, pero nadie sufrió daños porque la bomba estaba mal colocada y explotó tarde.
En 1980 la dictadura supuestamente fingió un atentado contra Videla.

## El atentado

### Preparación
Tomando en cuenta que el espesor de la pista del aeropuerto era de entre 65 cm y 1 m de hormigón armado extraduro, los miembros del ERP determinaron que para volarlo se requerían aproximadamente entre 9 y 12 kg de TNT, pero para generar una onda suficientemente poderosa para que afectara al avión en vuelo se usaron como base unos 65 kg de explosivo en una carga central, debajo del centro de la pista, compuesta por 30 kg de TNT y el resto de gelamón, más otra carga en el borde, debajo de una tapa de inspección, con 15 kg de TNT y unos 50 kg de gelamón. Las dos cargas estaban conectadas en paralelo a una línea principal de conducción eléctrica y tenían en cada una tres cápsulas detonantes eléctricas más otras repartidas como reforzadores. Según relata uno de los oficiales del ERP a cargo de la preparación del atentado:

Se calculaba que cualquiera de las dos que estallara con el avión carreteando sería suficiente, aunque si se los tomaba en despegue, la principal sería la del centro, por los trozos de hormigón que saldrían disparados por el aire, como proyectiles.

La posibilidad de la interferencia eléctrica y radial descartó el uso de explosores telecomandados y supuso el empleo de una extensa línea de cables resistentes a la humedad (por el arroyo Maldonado) y la fabricación de una fuente de energía, pequeña y portátil, pero de alto voltaje e intensidad.
La mayor dificultad para los guerrilleros era la colocación de la carga ya que requería trasladar una gran cantidad de material (230 kg entre explosivos —110 kg— y mecanismos de iniciación y el cable eléctrico —120 kg—). Los guerrilleros perforaron el piso de una citroneta y la estacionaron sobre una boca de tormenta para entrar, sin llamar la atención y con todos los pertrechos, a una alcantarilla que estaba a una considerable distancia de la pista; trazaron el itinerario subterráneo, caminaron por la cañería y navegaron en balsa por el arroyo hasta el punto exacto del techo del túnel que va debajo de la pista donde se colocaron los explosivos.
Toda esta operación estuvo a cargo de un explosivista del ERP llamado Eduardo Streger, alias La tía.

### Ejecución

Bandera del ERP, fuerza responsable del fallido atentado.

La operación se ejecutó el 18 de febrero de 1977 a las 8:30 burlando el operativo de seguridad policial-militar que sistemáticamente se desarrollaba desde unos 30 minutos antes de cada viaje del dictador en toda la zona del aeroparque y alrededores. Un observador del ERP adelantado dio la señal de fuego por radio portátil a un disparador, que accionó el sistema eléctrico de las dos bombas; el detonador de la carga principal no funcionó y cuando estalló la segunda bomba, el piloto —que había levantado vuelo antes de lo acostumbrado— equilibró el Fokker F-28 y continuó con el despegue, recibiendo el avión la onda explosiva más lejos de lo calculado. No obstante, de haber detonado las dos cargas, el avión hubiera sido destruido. De haber cumplido su objetivo, el ataque habría matado también a otros jerarcas del régimen: el ministro de Economía José Alfredo Martínez de Hoz, el brigadier Oscar Caeiro y los generales Osvaldo Azpitarte, José Rogelio Villarreal y Albano Harguindeguy.

## Consecuencias
La explosión dejó un cráter de cinco metros de diámetro aproximadamente. El Aeroparque fue clausurado temporalmente. Los vuelos se desviaron al aeropuerto de Ezeiza. Los medios de comunicación internacionales se hicieron eco del atentado. Por ejemplo, El País de España, en su edición del 19 de febrero relató:

El presidente argentino, general Jorge Videla, ha escapado ileso de un nuevo atentado contra su vida, el segundo en el plazo de cuatro meses. Cuando el avión presidencial iniciaba su despegue de Buenos Aires, rumbo a Bahía Blanca, una bomba hizo explosión junto a la pista, de la que levantó siete metros de asfalto. La precisión cronométrica del atentado hace pensar que el poderoso explosivo fue activado a distancia. El avión pudo remontar el vuelo, pero tomó tierra inmediatamente en una base militar cercana desde la que Videla prosiguió viaje más tarde. Hasta el momento, ningún grupo político ha reivindicado el atentado, aunque según fuentes no oficiales, habría sido detenido un sospechoso en el mismo aeropuerto bonaerense.

El periódico clandestino editado por el ERP, el Estrella roja, en su edición 93 del lunes 28 de febrero publicó el siguiente comunicado de la organización:

Parte de Guerra al Pueblo Argentino

18 de febrero de 1977
En el día de la fecha, siendo las 8:30, la unidad especial Benito Jorge Urteaga del ERP por indicaciones del Buró Político del PRT procedió a hacer detonar una carga explosiva debajo de la pista principal del Aeroparque Jorge Newbery con el objetivo de destruir el avión presidencial y al asesino Videla.
Por causas de orden técnico no se logró el objetivo final a pesar de haber detonado una de las cargas explosivas.
El brazo de la justicia popular es largo y sabe ajustar cuentas con los asesinos y torturadores del pueblo argentino.
El puño de acero de la vanguardia armada del pueblo sabrá luchar incansablemente hasta lograr el triunfo total sobre la más bárbara y sangrienta dictadura militar que jamás haya soportado nuestro país.
¡Gloria al Comandante Santucho!
¡Gloria a los mártires de la dictadura!
¡A vencer o morir por la Argentina!
Unidad Especial Benito Jorge Urteaga
Ejército Revolucionario del Pueblo

No se capturó a los miembros de la Unidad Especial Benito Jorge Urteaga, excepto Eduardo Streger, que lo fue pero no por este hecho, sino por otro ocurrido meses después y permanece desaparecido.

## En la cultura
La «Operación Gaviota» tiene un lugar central en la novela Los cuerpos y las sombras (2014) del autor rosarino Eduardo Sguiglia.
El escritor y profesor argentino Martín Kohan narra la historia de la «Operación Gaviota» en su libro Confesión (2020) como una de las tres historias alrededor de las cuales gira el libro.